# GN Большой Медведицы
GN Большой Медведицы (лат. GN Ursae Majoris), HD 88475 — одиночная переменная звезда в созвездии Большой Медведицы на расстоянии приблизительно 3528 световых лет (около 1082 парсеков) от Солнца. Видимая звёздная величина звезды — от +9,23m до +9,01m.

## Характеристики
GN Большой Медведицы — красная пульсирующая медленная неправильная переменная звезда (LB) спектрального класса Ma.